# بودمر
بودمر (به مجاری:  Bodmér) یک شهرداری در مجارستان است. بودمر ۷٫۱۷ کیلومتر مربع مساحت و ۲۱۴ نفر جمعیت دارد.